# إفصاح عن الذات
الإفصاح عن الذات هو فعل نابع عن كل من العقل الواعي والعقل اللاواعي والذي يعني الكشف عن مزيد من المعلومات حول الذات للآخرين. وقد يشمل هذا الأمر، على سبيل المثال لا الحصر، الأفكار والمشاعر والتطلعات والأهداف والفشل والنجاح والمخاوف والأحلام، وكذلك الأمور التي يحبها الإنسان والأمور التي يكرهها وما يفضله.
وعادة، يحدث الإفصاح عن الذات عندما نقابل شخصا ما للمرة الأولى ويستمر معنا بينما نبني علاقاتنا مع الناس ونطورها. وكلما تعرفنا إلى بعضنا البعض أكثر، أفصحنا عن المزيد من المعلومات عن أنفسنا. وإذا لم يرغب أحد الأشخاص في الاستمرار في «الإفصاح عن المعلومات عن ذاته»، فمن حق الأشخاص الآخرين إذن أن يتوقفوا - بدورهم - عن كشف المزيد من المعلومات عن ذواتهم كذلك.
أما في جلسة الإرشاد النفسي، يقوم المريض أو العميل بعملية «الإفصاح عن الذات»، بينما يقوم المستشار أو المعالج النفسي بالإنصات. ويكون الهدف هو مساعدة العميل على أن يرى الأمور من منظور مختلف عن ذلك الذي اعتاده. ويسمح هذا للعميل برؤية المزيد من الخيارات التي لم يفكر بها من قبل وتقييمها، مما يمنحه المزيد من القوة عند اتخاذ القرارات المهمة في الحياة. ويوجد العديد من الأوجه لعلاقات الأشخاص المتعلقة بطبيعة الإفصاح والكشف عن معلومات ذاتية أثناء جلسة الإرشاد النفسي. إذ يوجد منظور المريض إلى المعالج النفسي، ومنظور المعالج النفسي إلى المريض، ومنظور الرئيس إلى المرؤوس، ومنظور المرؤوس إلى الرئيس. وكل واحدة من تلك العلاقات تؤثر على قابلية الإفصاح عن المزيد من المعلومات الشخصية. لذا، فإن المساحة الطبية المتاحة للمرضى للكشف عن ذواتهم يجب أن تكون أوسع بكثير منها عند المعالج النفسي.
إن الإفصاح عن الذات هو حجر بناء مهم للغاية للوصول إلى الألفة والحميمية في علاقاتنا بالآخرين، إذ إنه لا يمكن تحقيق تلك الدرجة العالية من الألفة دونه. وفي الغالب، نتوقع أن يكون الإفصاح عن الذات أمرا متبادلا وأن يتم بالدرجة المناسبة. ويمكن تقييم عملية الإفصاح عن الذات على أساس تحليل ما يمكن تسميته بالتكاليف والمكافآت، والذي يمكن شرحه وتفسيره فيما بعد بواسطة نظرية التبادل الاجتماعي. وتتم أغلب خطوات الإفصاح عن الذات مبكرا في طور تطوير العلاقات، ولكن يحدث المزيد من الكشف الحميم عن الذات في وقت لاحق. وجدير بالذكر أن الاختلافات بين الذكر والأنثى فيما يخص الإفصاح عن الذات هي اختلافات مختلطة. إذ تقوم المرأة بالإفصاح عن معلوماتها الذاتية لتعزيز علاقاتها، بينما يقوم الرجل بهذا الأمر لاعتبارات متعلقة بالسيطرة والضعف. وبشكل عام، فإن الرجل يفصح عن معلوماته الذاتية بشكل أكبر في العلاقات مع الجنس الآخر. بينما تميل النساء إلى زيادة التركيز على الاتصال الحميم وزيادة الألفة مع أصدقائها من نفس الجنس بصورة أكبر مما تسعى إليه مع الرجال.

## فهم طبيعة الإفصاح عن الذات في العلاقات الحميمية
هناك العديد من العوامل التي تؤثر على عملية الإفصاح عن الذات وكذلك على حالة العلاقة، مثل تعريف الارتباط القائم، وتوقيت العلاقة، وطريقة تفسير كل طرف لسلوك الطرف الآخر، ودرجة المودة بين الطرفين، وقابلية التبادل، والأهداف. ويشكل بعد الوقت أهمية خاصة لأنه حسب ما تفترضه نظرية الانتشار الاجتماعي، فإن العلاقات تزداد في أوقات الشدة بشكل تدريجي ومنتظم. وهذا التقدم المنتظم يكون بمثابة رسائل تحول من العلاقة السطحية إلى العلاقة الأكثر حميمية، مما يترتب عليه التحرك نحو مجموعة أوسع من موضوعات الحديث التي تحدث مع مرور الوقت. ولكن التقدم الخطي في اتجاه واحد هو نموذج واحد فقط لتطور العلاقات. وقد أظهرت الأبحاث أنه بالنسبة لبعض الأزواج، فإن فترة الانفتاح المبكرة يعقبها هبوط سريع في مقدار الإفصاح عن الذات. وهناك أيضا الزواج طويل الأجل، إذ يوجد الإفصاح عن الذات بشكل أكبر وأكبر ثم يعقبه استقرار أو فتور في الإفصاح عن الذات، بل وربما يحدث في بعض الأحيان انتكاس لمستوى الإفصاح عن الذات بين الطرفين. ولا يزال هناك أسلوب آخر يتلخص في قيام الأشخاص بالضغط الفوري بهدف جعل عملية الإفصاح عن الذات تحدث بسرعة أكبر من الأسلوب التدريجي.
في نظرية الانتشار الاجتماعي، يتم استخدام نموذج شخصية ثمرة البصل. ويتكون نموذج ثمرة البصل من أربع طبقات: السطح، والمحيط، والطبقة المتوسطة، والطبقة المركزية. وكلما تم الإفصاح عن المزيد من المعلومات، تم تقشير المزيد من طبقات ثمرة البصل. وكلما جاء المزيد من المعلومات من مركز أو لب ثمرة البصل، كان مقدار تطور العلاقة أكبر وأوسع. وتتضمن المعلومات التي تتوافق مع سطح الشخصية الأمور الواضحة للعيان تماما مثل نوع الجنس والعرق والسن. وتحتوي الطبقة المحيطية على المعلومات التي يتم الإفصاح عنها عادة من خلال الأحاديث الصغيرة التي تجري عندما يقابل المرء شخصا لأول مرة. ونحن نتحدث هنا عن معلومات مثل اسم الشخص ومهنته ومسقط رأسه وهواياته وما شابه ذلك. أما بالنسبة للطبقة المتوسطة، فالمعلومات المعطاة هنا هي غالبا أمور لا تتم مشاركتها مع الجميع. ويمكن أن نقول إنها معلومات شخصية إلى حد ما ولكنها ليست سرية. وعند الطبقة المتوسطة، يتم الإفصاح عن المعلومات بحذر لأنها معلومات خاصة.
ومن المفيد أن نتذكر دائما أن الإفصاح عن الذات هو مفهوم معقد. تتأمل أنايس نين في مذكراتها في القيمة الكبيرة جدا لدفتر يومياتها، وذلك يكون في ضوء إيمانها أن السعادة مع بني البشر هي أمر غير مستقر ومؤقت. كما تضيف أنها في أغلب الأحيان لا تشعر بالرغبة في الكشف عن أسرارها، بالإضافة إلى أن أدنى تلميح بعدم الاكتراث كاف لمنعها من الإفصاح عن المزيد عن نفسها. ومن الواضح أن التجارب السلبية مع الآخرين يمكن أن تقودنا إلى الشعور بأن اطلاع الآخرين على أفكارنا الداخلية ورغباتنا هو مجرد أمر محفوف بالمخاطر بشكل كبير وغير مريح. وعلى الجانب الآخر، فإننا نحن ونشتاق دائما إلى الأصدقاء الذين يعززون قيمنا التي نؤمن بها، ونستمتع بشعور التقارب مع الآخرين، كما أن علاقاتنا مع الآخرين يمكنها أن تحول أساليب حياتنا بطرق إيجابية كثيرة.

## اسم الطالب / محمد طارق قائد ثابت الهيصمي
- نفس
- نموذج الجوانب الأربعة